# Sort magi
|  | Sammenskrivningsforslag Artiklerne Magi, Sort magi er foreslået sammenskrevet. (Siden august 2013) Diskutér forslaget |

Sort magi henviser traditionelt til brugen af overnaturlige kræfter eller magi til onde og egoistiske formål. Med hensyn til Left-hand path og right-hand path dikotomi, er sort magi den ondsindede, Left-hand modstykke til godgørende hvid magi. I moderne tid, mener nogle, at definitionen af "sort magi" er blevet komplicerede af folk, der definerer magi eller rituel praksis, de ikke er enige i som "sort magi".

## Historie
Ligesom sin modpart hvid magi, kan oprindelsen af sort magi spores tilbage til primitive, rituelle tilbedelse af ånder som beskrevet i Robert M. Places 2009 bog, Magic og Alchemy I modsætning til hvid magi, hvor Place ser paralleller til primitive shamanistiske forsøg på at opnå nærhed med åndelige væsener, er de ritualer, der udviklede sig til moderne "sort magi" designet til at hidkalde de samme ånder for at producere positive resultater for udøveren. Place giver også en bred moderne definition af både sort og hvid magi, men foretrækker i stedet at henvise til dem som "høj magi" (hvid) og "lav magi" (sort) primært baseret på de intentioner udøveren anvender dem. Han erkender dog, at denne bredere definition (af "høj" og "lav") lider af fordomme, så god-intentioner folketro-magi kan betragtes som "lavt", mens ceremoniel magi der involverer dyre eller eksklusive komponenter kan betragtes af nogle som "høj magi ", uanset hensigten. 
Under renæssancen blev mange magiske praksis og ritualer betragtet som ond eller irreligiøse og i forlængelse heraf, som "sort magi" i bred forstand. Hekseri og ikke-mainstream esoteriske studier blev forbudt og mål for inkvisitionen. Som et resultat, blev naturlig magi udviklet som en måde for tænkere og intellektuelle, som Marsilio Ficino, abbed Johannes Trithemius og Heinrich Cornelius Agrippa, at videreudvikle esoterisk og rituelle studier (dog stadig ofte i hemmelighed) uden væsentlig forfølgelse.
Mens "naturlig magi" blev populær blandt de uddannede og overklassen i det 16. og 17. århundrede, forblev rituel magi og folketro magi udsat for forfølgelse. Forfatter Montague Summers fra det 20. århundrede afviser generelt definitionerne af "hvide" og "sorte" magi som "modstridende", selvom han fremhæver, til en vis grad hvilken magi i almindelighed, uanset hensigt, blev betragtet som "mørke" eller "sorte" og citerer William Perkins posthume 1608 instruktioner i denne forbindelse:

I særdeleshed blev udtrykket dog almindeligvis forbeholdt dem anklaget for at hidkalde dæmoner og andre onde ånder, dem der forbandede deres naboer, der bruger magi til at ødelægge afgrøder og dem i stand til at forlade deres jordiske kroppe og rejse store afstande i ånden (hvortil Heksehammeren "vier et langt og vigtigt kapitel"). Summers fremhæver også den etymologiske udvikling af begrebet nigromancer, i almindelig brug fra 1200 til ca. 1500, (latin: Niger, sort; græsk: Manteia, divination),  løst oversat "en øvet i de sorte kunster".
I en moderne kontekst, er linjen mellem "hvid magi" og "sort magi" noget klarere og de fleste moderne definitioner fokuserer på hensigt frem for praksis. Det er også i vid udstrækning, derfor mange moderne Wicca og heksekunst udøvere har forsøgt at distancere sig fra dem, der er opsat på at udøve sort magi. Dem, der søger at gøre skade eller ondt er mindre tilbøjelig til at blive accepteret i mainstream Wiccan cirkler eller Covens i en tid, hvor velgørende magi i stigende grad er forbundet med new-age gnosticisme og selvhjælps spiritisme.

## Satanisme og djæveltilbedelse
Indflydelsen af populærkulturen har tilladt andre former for praksis, at blive laget indunder et bredt begrebet af "sort magi", herunder satanisme. Mens påkaldelse af dæmoner eller ånder er en accepteret del af sort magi, adskiller denne praksis sig klart fra tilbedelsen eller guddommeliggørelse af sådanne åndelige væsener.
Linjerne blive dog fortsat sløret ved inddragelse af åndelige ritualer fra ellers "hvide magiker" som uddrag i værker relateret til satanisme. John Dees 16. århundrede ritualer, blev for eksempel, inkluderet i Anton LaVeys Satans bibel (1969) og så nogle af hans praksis, der ellers betragtes som hvid magi, er siden blevet forbundet med sort magi. Dee ritualer var designet til at kontakte ånder i almindelighed og engle i særdeleshed, som han hævdede at have været i stand til at gøre med hjælp fra kollega Edward Kelley. LaVeys Bibel, er imidlertid en "fuldstændig modsigelse" af De intentioner, men tilbyder de samme ritualer som et middel til kontakt med onde ånder og dæmoner Det er interessant, at LaVeys Church of Satan (med LaVeys Bibel i centrum), "officielt benægter effekten af okkulte ritualer", men "bekræfter den subjektive, psykologiske værdi af rituel praksis", og dermed trækker et klar skel mellem. LaVey selv var mere specifik:
Sidstnævnte citat, synes at have været rettet mod de voksende tendenser i Wiccanisme og neo-paganisme på det tidspunkt.

## Voodoo
Voodoo, har også været forbundet med moderne "sort magi"; trukket sammen i populærkulturen og fiktion. Men mens forbandelser kan være accepteret i sort magi praksis, har Voodoo sin egen særlige historie og traditioner, der har meget lidt at gøre med traditionerne i moderne heksekunst, der er udviklet af europæiske udøvere som Gerald Gardner og Aleister Crowley.
Faktisk har Voodoo traditionen sit eget skel mellem sort og hvid magi, med troldmænd som Bokor er kendt for at bruge magi og ritualer af begge. Men  med deres forkærlighed for magi forbundet med forbandelser, gift og zombier betyder, at de, og Voodoo generelt jævnligt bliver forbundet med sort magi i særdeleshed.

## Sort magi og religion
Sammenhængen og samspillet mellem sort magi og religion er mange og varierede. Ud over sort magi er forbundet til organiseret satanisme eller dens historiske forfølgelse af kristendommen og dens inkvisitioner, er der forbindelser mellem religiøse og sort magi ritualer. Den sorte messe, for eksempel, er en sakrilegium parodi af den katolske messe. Ligeledes er en saining, der primært er en praksis med hvid magi, et Wiccan-ritual der ligner en barnedåb eller dåb for et spædbarn.
Præsten, Étienne Guibourg fra 17. århundrede, siges at have udført en række sorte messer ritualer med den påståede heks Catherine Monvoisin for Madame de Montespan.

## I populærkulturen og fiktion
Begreber i relation til sort magi eller beskrevet, selv unøjagtigt, som "sort magi" er en tilbagevendende del af bøger, film og andre populære kultur. 
Som eksempler kan nævnes:
- The Devil Rides Out - en roman af Dennis Wheatley fra 1934 - gjort til en berømt film af Hammer Studios i 1968
- Rosemarys Baby - en horror roman af Ira Levin fra 1968, hvor sort magi er et centralt tema.
- Den onde cirkel - en film fra 1996 om fire venner, der bliver involveret i hvid trolddom, men henvende sig til sort magi ritualer for personlig vinding.
- Harry Potter -serien - sort magi, herunder forskellige besværgelser og forbandelser, omtales som "Mørkets Kræfter".
- Final Fantasy - et videospil , hvor hvid og sort magi blot anvendes til at skelne mellem healing / defensive spells.
- Heksene fra Warren Manor - en tv-serie, hvor sort magi er også kendt som "sort magi", "mørke kunst", "mørk magi" eller endda "ond magi", og bruges af dæmoner og andre onde væsener.
- The Secret Circle - en tv-serie som byder på hekse, hvor der er to former for magi.
- De fem (The Power of Five) er en serie af Anthony Horowitz om sort magi og onde troldmænd.
- Supernatural - tv-serien Supernatural byder på sort magi.
- The Hobbit (filmserie) - Filmene er baseret på J.R.R. Tolkien bog The Hobbit har elementer af sort magi centreret omkring karakteren kendt som *"Necromancer", men dette er meget sjældent nævnt i bogen. Det senere opdages, at den Necromancer er Sauron, der er princippet den mørke karakter af hele *Ringenes Herre-serien.
- Ringenes Herre - Ringenes Herre væsentlige modstander er Sauron. Sauron og hans tilhængere bruge sort magi ved mange begivenheder, såsom skabelse af mange af hans tilhængere og smedningen af den Ene Ring .
- Sherlock Holmes (film fra 2009) - Den første af de to Sherlock Holmes-film instrueret af Guy Ritchie indeholder elementer af sort magi, selv om de senere bliver opdaget at være falske.